# Joaquín Lorente
Joaquín Lorente (Barcelona, España, 1943) es un ex-publicista y escritor que ha creado cursos de estímulo de la creatividad. Esteban Hernández lo considera "la personalidad más influyente en la publicidad española de las tres últimas décadas".

## Biografía
A la edad de 27 años promovió y fundó junto a Marçal Moliné, Eddy Borsten y Miguel Montfort el grupo publicitario MMLB, que colocó a España en primera posición internacional en el área. Desde 1985 y durante 20 años, estuvo al frente de ese grupo, el mayor del país. 
Creador de la imagen y desarrollo de múltiples marcas —Osborne, Central Lechera Asturiana, Allianz, Dodot, Kas— y de algunas empresas españolas que hoy son referencias mundiales como BBVA, Iberdrola, Camper, Fagor, entre otras. 
Asesor personal de los presidentes Felipe González y Jordi Pujol, ha ejercido una importante labor docente a través de numerosas conferencias y artículos. 
Su labor creativa ha recibido más de cien premios internacionales, entre los que destacan, además de Cannes, Fiap y San Sebastián, los de mejor creativo de la década, Colegio de Publicitarios, Club de Creativos Españoles, del Gobierno de Catalunya y Académico de Honor de la Academia de la Publicidad.
Su obra creativa fue motivo de la exposición antológica (Barcelona- Palau Robert- 2006),  Lorente, creador de marcas.
Su primer libro, Casi todo lo que sé de publicidad, lo publicó en fecha de 1987 basado en su carrera como publicista y su experiencia profesional. Es la obra más vendida de su especialidad en España.
En 2004 salió su primera novela, Ciudadanos de la tierra.com, en la que se adelanta a un futuro próximo donde los ciudadanos cambian el mundo actual a través de un movimiento virtual por Internet.
Cinco años después apareció Piensa, es gratis, libro en el que nos presenta 84 principios para potenciar el talento y que fue un éxito: estuvo durante seis meses en los primeros puestos de ventas en la categoría de no ficción en España; fue también un best-seller en países como Japón y ha sido traducido a 11 idiomas. Su continuación, Tú puedes (2011), amplia los principios vistos en el anterior libro, ampliándolos hasta un total de 202; también ha sido un éxito de ventas de no ficción en España.
Está casado con la escritora colombiana Ángela Becerra.

## Obras
- 1987 Casi todo lo que sé de publicidad. Ediciones Folio ISBN 978-84-7583-087-2
- 2004 Ciudadanos de la Tierra.com. Ediciones Folio ISBN 84-413-2045-4
- 2006 Publicidad en Cataluña. RBA Editores ISBN 978-84-7871-842-9
- 2009 Piensa, es gratis. Editorial Planeta versión español. ISBN 978-84-08-08637-6
- 2011 Tú Puedes. Editorial Planeta versión español. ISBN 978-84-08-
- 2011 Cómo comer navos, por Mr Loren "Pogonas de Enchufe"". Editorial Planeta versión español. ISBN 978-84-08-

## Premios y reconocimientos
- 1980: Premios Control, Mejor Creativo español de la década
- 2000: Premio Honor del Colegio de Publicitarios
- 2008: Premio Nacional de Comunicación de Cataluña[2]
- 2009: Académico de Honor de la Academia de la Publicidad Española[3]
  -  : Premio GoliAD a la mejor trayectoria profesional (Universidad Abad Oliva de Barcelona)[4]
- 2010: Tocado a la Trayectoria Profesional, premio otorgado por la Universidad Antonio de Nebrija de Madrid[5]
- : Festival Internacional de Publicidad de Cannes / diversas ediciones: 9 Leones
- : Festival hispano-americano de Cine Publicitario FIAP / diversas ediciones: 16 premios
- : Festival Español de Cine Publicitario (San Sebastián) / diversas ediciones: 18 premios
- : Premios Control (España) / diversas ediciones: 26 premios
- : Premios Rizzolli (Italia): 4 premios.